# Salvatore Petagna
Salvatore Petagna (Sorrento, 27 agosto 1893 – Sorrento, 19 marzo 1971) è stato un intarsiatore italiano.

## Biografia
Frequentata la scuola di ebanisteria e di tarsia di Sorrento, che ebbe come maestri l'ex garibaldino dei Mille Francesco Grandi (1841-1934) e Arturo Guidi (1844-1911), Salvatore iniziò a lavorare a bottega dal 1904, quindi negli anni venti aprì in piazza Francesco Saverio Gargiulo una propria ditta di lavorazione artistica di oggetti intarsiati. Considerato tra i maggiori artigiani sorrentini della prima metà del novecento, il suo periodo d'oro è quello degli anni trenta, nel quale vince molti premi sia in Italia (ricordiamo l'Esposizione di Firenze dedicata alla tarsia lignea) sia all'estero (Berlino). Salvatore e i suoi colleghi producevano mobili, soprammobili e quadri, oltre che lavorare a incarichi speciali all'interno della Cattedrale dei Santi Filippo e Giacomo e della Basilica di Sant'Antonino a Sorrento e della Basilica di San Michele Arcangelo di Piano di Sorrento, non disdegnando l'arredamento, con pannelli intarsiati, di diverse navi italiane e straniere. Secondo lo storico Roberto Pane, la loro produzione teneva fede agli insegnamenti ricevuti e svettava "non tanto per invenzioni particolari quanto per proprietà di linguaggio tecnico e pulizia di esecuzione".  Nei lavori di Salvatore, come pure nei lavori dei suoi colleghi, l'effetto cromatico si otteneva "sfruttando prevalentemente i colori del legno e realizzando le sfumature con l'antica tecnica della pirografia, cioè scurendo il legno con un ferro rovente, oppure passando sulla sabbia bollente i singoli pezzi dello intarsio". 